# Калашникова Галина Олексіївна
Гали́на Олексі́ївна Кала́шникова (* 6 серпня 1942, Новосибірськ, РРФСР) — радянський, український звукооператор.

## Біографічні відомості
Народилася 6 серпня 1942 р. в м. Новосибірську в родині службовців. Закінчила Київський політехнічний інститут (1967). 
З 1972 р. — звукооператор Київської кіностудії художніх фільмів ім. О. П. Довженка.
Член Національної спілки кінематографістів України.

## Фільмографія
Оформила стрічки:
- «Щовечора після роботи» (1973),
- «Катерина Твердохліб» (1974),
- «Друге дихання» (1974, т/ф, 2 с),
- «Прості турботи» (1975),
- «Театр невідомого актора» (1976),
- «Королі і капуста» (1978, т/ф, 2 с),
- «Блакитні блискавки» (1978),
- «Скарбничка» (1980, 2 с),
- «Жінки жартують серйозно» (1980),
- «Ніжність до ревучого звіра» (1982),
- «Кармелюк» (1985)
- «Циганка Аза» (1987),
- «Важко бути богом» (1989),
- «Афганець» (1991),
- «Війна на західному напрямку» (1990, т/ф, 6 с),
- «Бухта смерті» (1991),
- «Убити „Шакала“» (1991),
- «Спосіб вбивства» (1993),
- «Стамбульський транзит» (1993) та ін.